# United States Army Forces Command
Lo United States Army Forces Command (FORSCOM) è un comando subordinato dello United States Army responsabile di tutte le forze armate terrestri dislocate sul territorio continentale contiguo americano. Il suo quartier generale è situato presso Fort Bragg, Carolina del Nord

## Missione
Il FORSCOM è il più grande comando dell'Esercito americano e provvede a fornire le forze terrestri ai comandi combattenti. Il comando addestra e prepara una forza pronta al combattimento e globalmente disponibile.

## Organizzazione
- I Corps
- III Corps
- XVIII Airborne Corps
- United States Army Reserve Command
- 20th CBRNE Command
- 32nd Army Air and Missile Defense Command
- National Training Center
- Joint Readiness Training Center
- Air Traffic Services Command